# Oreobolopsis clementis
Oreobolopsis clementis là loài thực vật có hoa trong họ Cói. Loài này được (M.E.Jones) Dhooge & Goetgh. mô tả khoa học đầu tiên năm 2002.